# 四合永镇
四合永镇是中华人民共和国河北省承德市围场满族蒙古族自治县下辖的一个行政建制镇。

## 行政区划
四合永镇下辖以下地区：
营字社区、营字村、东关地村、雷字村、广字村、虎字村、掌字村、合字村、玛虎沟村、下界地村、鹿圈村、四棵树村、乌苏沟村和大石门村。